# Moulay Driss Aghbal
Moulay Driss Aghbal (franska: Moulay Driss Aghbal (CR), Moulay Driss Aghbal (Commune Rurale), arabiska: الهرهورة (البلدية)) är en kommun i Marocko.   Den ligger i provinsen Khémisset och regionen Rabat-Salé-Kénitra, i den norra delen av landet, 40 km sydost om huvudstaden Rabat. Antalet invånare är 5 603.